# Египатски музеј у Берлину
Египатски музеј у Берлину је музеј једне од најважнијих светских колекција старих египатских артефаката, укључујући иконичну Нефертитину бисту. Од 1855. године колекција је део Новог музеја на музејском острву, који је поново отворен након реновирања 2009.

## Историја
Музеј је настао у 18. веку из краљевске уметничке колекције хоенцолерна Пруског краљевства. Александар фон Хумболт је препоручио стварање египатске секције, а први предмети донети су у Берлин 1828. под Фридрихом Вилхелму III. У почетку је смештен у палату Монбијоу, на чијем је челу Ђузепе Пасалаква (1797—1865). Пруска експедиција у Египту и Нубију коју је водио Карл Рихард Лепсијус 1842—45. је донела додатне комаде у Берлин.
Године 1850. колекције су пребачене у данашњи Нови музеј, изграђен према плановима које је дизајнирао Фридрих Аугуст Штилер. Попрсје Нефертити, које је током ископавања открио Лудвиг Борхарт у Амарни, музеју је поклонио 1920. предузетник Анри Џејмс Симон; убрзо је постао његов најпознатији експонат. Након Другог светског рата, током којег је музеј тешко оштећен стратешким бомбардовањем, колекције су подељене између Источног и Западног Берлина. Главни део је остао у Источном Берлину и био је изложен у музеју Боде, док су се ти артефакти евакуисани у Западну Немачку, укључујући попрсје Нефертити, вратили у западни Берлин. Од 1967. до 2005. године, ови предмети су били смештени у палату Шарлотенбург. Читава колекција је поново окупљена након уједињења Немачке 1990.

## Колекција
Збирка садржи артефакте који датирају из периода између 4000 пре нове ере (Прединастички Египат), период од римске владавине, иако већина датирају из владавине Ехнатона (око 1340 нове ере).
Најпознатији изложени комад је изузетно добро очувана и живописна Нефертитина биста. Колекција је пребачена у Стари музеј 2005. и поново је смештена у ново реконструисан Нови музеју на музијском острву у октобру 2009.

## Галерија
- Лик девојке са мачком и лик младе жене, 18. династија, 1380. и 19. династија.
- Глава статуе краља Птолемеја X Александра I (владавина 110—88. п. н. е.).
- Нефертитина биста, 1338. нове ере.
- Фигура Нефертити.
- Амарна принцеза.
- Рељефни портрет Ехнатона.
- Свештеник Тај Тај. Ново краљевство, Осамнаеста династија, 1380. нове ере.
- Ехнатон и Нефертити са својом децом. Период Амарне, 1350. нове ере.
- Краљица Тиј, период Амарне, 1355. нове ере.
- Берлинска зелена глава, 500. нове ере.